# Koto Peraku
Koto Peraku is een bestuurslaag in het regentschap Kuantan Singingi van de provincie Riau, Indonesië. Koto Peraku telt 712 inwoners (volkstelling 2010).